# Saleux
Saleux és un municipi francès situat al departament del Somme i a la regió dels Alts de França. L'any 2007 tenia 2.391 habitants.

## Demografia

### Població
El 2007 la població de fet de Saleux era de 2.391 persones. Hi havia 960 famílies de les quals 225 eren unipersonals (84 homes vivint sols i 141 dones vivint soles), 350 parelles sense fills, 313 parelles amb fills i 72 famílies monoparentals amb fills.
La població ha evolucionat segons el següent gràfic:
Habitants censats

### Habitatges

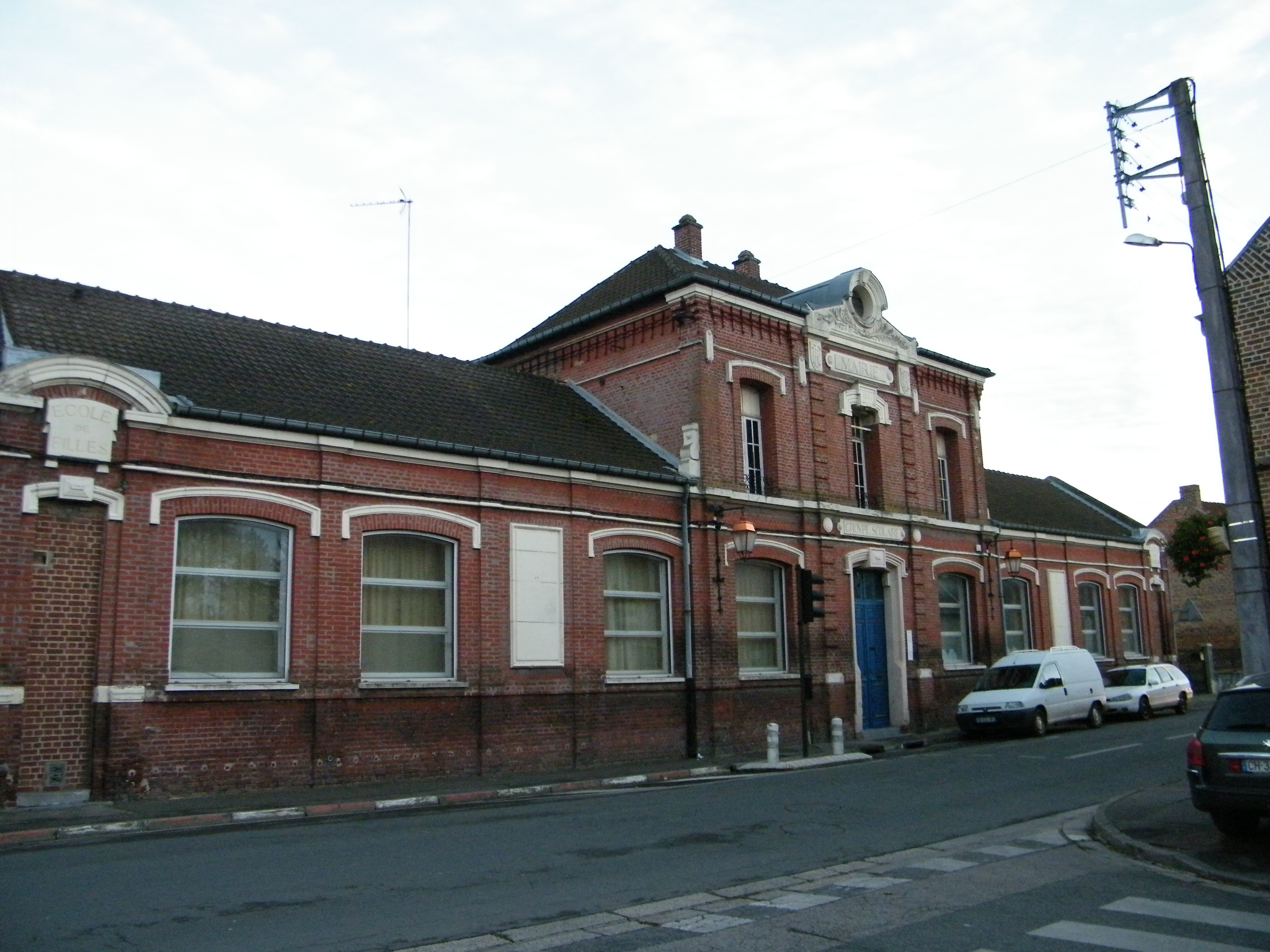

El 2007 hi havia 1.029 habitatges, 995 eren l'habitatge principal de la família, 3 eren segones residències i 32 estaven desocupats. 926 eren cases i 103 eren apartaments. Dels 995 habitatges principals, 686 estaven ocupats pels seus propietaris, 296 estaven llogats i ocupats pels llogaters i 12 estaven cedits a títol gratuït; 16 tenien una cambra, 52 en tenien dues, 150 en tenien tres, 333 en tenien quatre i 444 en tenien cinc o més. 775 habitatges disposaven pel capbaix d'una plaça de pàrquing. A 453 habitatges hi havia un automòbil i a 424 n'hi havia dos o més.

### Piràmide de població
La piràmide de població per edats i sexe el 2009 era:
| Homes | Edats   | Dones |
| ----- | ------- | ----- |
| 4     | 95 o +  | 0     |
| 0     | 90 a 94 | 4     |
| 4     | 85 a 89 | 4     |
| 16    | 80 a 84 | 16    |
| 16    | 75 a 79 | 28    |
| 24    | 70 a 74 | 28    |
| 56    | 65 a 69 | 56    |
| 40    | 60 a 64 | 64    |
| 60    | 55 a 59 | 52    |
| 108   | 50 a 54 | 96    |
| 92    | 45 a 49 | 96    |
| 100   | 40 a 44 | 108   |
| 56    | 35 a 39 | 100   |
| 92    | 30 a 34 | 104   |
| 104   | 25 a 29 | 84    |
| 84    | 20 a 24 | 60    |
| 132   | 15 a 19 | 132   |
| 104   | 10 a 14 | 64    |
| 68    | 5 a 9   | 72    |
| 72    | 0 a 4   | 64    |

## Economia
El 2007 la població en edat de treballar era de 1.639 persones, 1.162 eren actives i 477 eren inactives. De les 1.162 persones actives 1.054 estaven ocupades (513 homes i 541 dones) i 107 estaven aturades (55 homes i 52 dones). De les 477 persones inactives 208 estaven jubilades, 162 estaven estudiant i 107 estaven classificades com a «altres inactius».

### Ingressos
El 2009 a Saleux hi havia 976 unitats fiscals que integraven 2.390,5 persones, la mediana anual d'ingressos fiscals per persona era de 19.176 €.

### Activitats econòmiques
Dels 69 establiments que hi havia el 2007, 1 era d'una empresa extractiva, 1 d'una empresa alimentària, 1 d'una empresa de fabricació de material elèctric, 3 d'empreses de fabricació d'altres productes industrials, 8 d'empreses de construcció, 17 d'empreses de comerç i reparació d'automòbils, 6 d'empreses de transport, 3 d'empreses d'hostatgeria i restauració, 5 d'empreses financeres, 1 d'una empresa immobiliària, 7 d'empreses de serveis, 9 d'entitats de l'administració pública i 7 d'empreses classificades com a «altres activitats de serveis».
Dels 17 establiments de servei als particulars que hi havia el 2009, 1 era una oficina de correu, 1 taller de reparació d'automòbils i de material agrícola, 1 taller d'inspecció tècnica de vehicles, 1 paleta, 1 fusteria, 4 lampisteries, 2 empreses de construcció, 3 perruqueries, 1 restaurant, 1 agència immobiliària i 1 saló de bellesa.
Dels 5 establiments comercials que hi havia el 2009, 1 era un hipermercat, 1 una botiga de menys de 120 m², 1 una sabateria i 2 floristeries.
L'any 2000 a Saleux hi havia 3 explotacions agrícoles.

## Equipaments sanitaris i escolars
L'únic equipament sanitari que hi havia el 2009 era una farmàcia.
El 2009 hi havia una escola elemental.

## Poblacions més properes
El següent diagrama mostra les poblacions més properes.